# Mariä Himmelfahrt (Pömbsen)

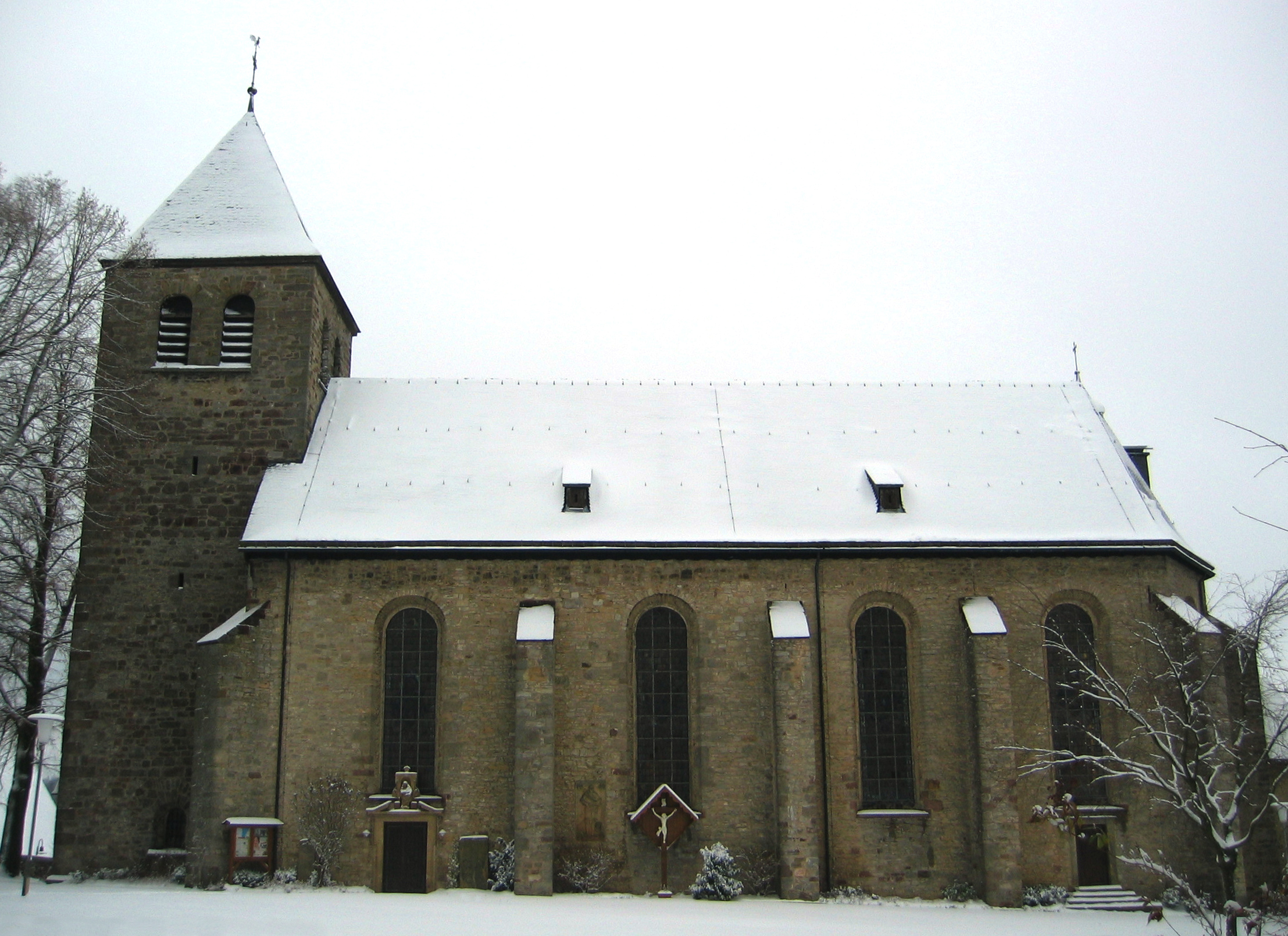
Mariä Himmelfahrt in Bad Driburg-Pömbsen

Mariä Himmelfahrt ist eine römisch-katholische Pfarrkirche im Bad Driburger Ortsteil Pömbsen im Kreis Höxter in Nordrhein-Westfalen. Kirche und Gemeinde gehören zum Pastoralverbund Bad Driburg im Dekanat Höxter des Erzbistums Paderborn.

## Geschichte
Die erste Kirche stand in Pömbsen bereits um die erste Jahrtausendwende. Zur Gemeinde zählten auch Nieheim, Erwitzen, Emde, Bad Hermannsborn, Reelsen, Schönenberg und Merlsheim. Alhausen war eine Vikarie, die von Pömbsen aus betreut wurde. 1299 wurde die Gemeinde Nieheim eigenständig. 1324 schloss man die Pfarrei Pömbsen mit der Abtei Marienmünster zusammen.
Im Sommer 1653 wurde erstmals in die Kirche eingebrochen, vermutlich durch holländische Soldaten. Ein weiterer Einbruch erfolgte vom 18. auf den 19. November desselben Jahres. Die entwendeten Gegenstände gelten größtenteils bis heute als vermisst.
1687 entstand die heutige Kirche als dritter Kirchbau in Pömbsen. Der Chor entstand bereits 1678.
1802 brannten in Pömbsen 60 Häuser, darunter auch das Pfarrhaus sowie das Schul- und Küsterhaus, nieder. Etliche geschichtliche Dokumente fielen dem Feuer zum Opfer. Auf den Fundamenten des alten Pfarrhauses wurde noch im selben Jahr ein neues errichtet.
1935 wurde in die Kirche eine Heizung eingebaut. Dabei wurde an der Schwelle zur Sakristei der Grundstein mit einer Silberplatte mit Inschrift freigelegt.
In den Jahren 1971 bis 1974 und 2002 bis 2003 wurde die Kirche umfassend renoviert.

## Baubeschreibung
Die Pfarrkirche Mariä Himmelfahrt ist einschiffig und dreijochig und wird im Osten von einem Chor mit 3/10-Schluss abgeschlossen. 1719 wurde der Westturm angebaut, die Sakristei befindet sich an der Ostseite. An der Kirche sind zur Stabilität Strebepfeiler angebracht.
Das Kirchenschiff ist von Kreuzgratgewölben überspannt. Die Gewölbe von Chor und Hauptschiff werden von runden Gurtbögen getrennt, die im Chor auf Konsolen aufliegen. An der Sakristei im Osten findet sich ein Rundfenster. Die Eingänge sind an der Süd- und Westseite der Fassade. Seit 1947 erklingen im Turm drei Bronzeglocken von der Firma Junker aus Brilon in den Tönen b, as´ und f´.